# 李顯忠
李显忠（1109年—1178年），本名世辅，紹興年間赐名显忠。字公弼，鄜延路绥德軍清涧城人，南宋将领，太尉、赠开府仪同三司，谥忠襄。父李永奇，字權叔。

## 生平

### 出身与早年
李家据传是唐朝宗室之后，自唐代以来世袭苏尾九族巡检使。李显忠十七岁时，即随父亲上战场作战。建炎二年，金兵入侵鄜延路，李显忠主动要求前去刺探情报，夜里独自一人杀死睡在土洞里的十七名金兵，受到經略制置使王庶赏识，補承信郎(武階，第52階，從九品)，充第三隊隊將，由是始知名，后西夏以重兵侵威戎城，正將張濟偕世輔追至瓦窯港遇西夏伏兵五千，世輔以族人三百騎交戰，夏兵大敗，斬首二百得馬三百匹，張濟以告經略制置使司，補保義郎（武階，第50階，正九品），后轉武翼郎(武階，第42階，從七品)，充副將。

### 国仇家恨
建炎二年二月，金兵攻陷延安府，显忠父子被迫担任偽職，金將婁室授永奇為鄜延路馬步軍副都總管兼措置治邊軍馬，置司绥德軍，世輔充鄜延路兵馬副都監兼第六將正將，定安堡駐紮，父子意圖南歸。偽齊立后，劉豫子刘麟赴陝西撫諭，授永奇為隴州防禦使、鄜州馬軍副都總管兼沿邊措置使；世輔授武節大夫、鄜延路兵馬都監主管第六將兼苏尾九族都巡检使。兀术任命李显忠为定國軍承宣使、知同州事，李显忠利用机会抓获金將撒離喝，率军投奔宋朝，途中追兵太多，只得逼撒離喝立誓不报复后，将撒離喝放了。父李永奇在鄜城，率家口逃亡过程中被金军追上，全家二百余口都被杀害。李显忠带着剩下的二十余人逃奔西夏，欲向西夏借兵向金兵报仇。领兵除西夏寇患“青面夜叉”。绍兴九年（1139年）六月，夏崇宗李乾顺任命李显忠为鄜延岐雍经略安抚使兼马步军都总管，想借李显忠之手夺取延安府。李显忠带兵到延安城下，发现此时延安已归大宋所有，经鄜延路經略安撫使赵惟清劝谕，李显忠脱离西夏，并且击退了来犯的西夏军队铁鹞子军。

### 归附南宋
李显忠揭榜招兵，募得精兵万余人，擒杀了许多加害李氏家族的人。至鄜州时，军队共计四万余人，声势很盛，撒里曷闻风遁走。四川宣抚使吴玠派张振抚谕，至河池縣見吳玠，犒以銀絹，詣行府受告敕、金帶，除指揮使、護國軍承宣使（階官，正四品）、樞密行府前軍都統制，绍兴九年（1139年）赴行在見高宗，高宗厚加封赏，赐名忠輔，賜田鎮江府，又賜名顯忠。
十年（1140年），金兀术进犯河南，李显忠为三京招抚使司前军都统制，和李贵攻破灵壁县（今属安徽宿州）。兀术又进犯合肥，高宗手诏命李显忠与张俊会合，兀术畏惧李显忠勇猛而撤退。
太后驾临临安，李显忠前往觐见，加封保信军节度使(階官，從二品)、龍衛神衛四廂都指揮使、禦前選鋒軍統制、添差兩浙東路馬步軍副总管(差遣)，十八年（1148年）五月二十七日，封隴西郡開國公食邑一千五百戶實封八百戶。李显忠熟悉西部的地理情况，上书朝廷陈述收复失地的策略，与奸相秦桧的主张相抵触，十八年五月被秦桧以私取妻于金國為由贬官，降授平海軍承宣使，奉祠祿，提舉台州崇道觀，台州居住，因此担任闲职十余年。二十三年（1153年）正月，復甯國軍節度使、殿前司選鋒軍統制。二十六年（1156年）三月，受少傅、宁远军节度使、领殿前司都指挥使职事杨存中所荐，为殿前司右军统制。二十七（1157年）年五月，改殿前司选锋军统制。二十九年（1159年）六月，升殿前司選鋒軍都統制，赐田六十顷。三十年（1160年）三月，充池州駐扎御前諸軍都統制。

### 抗金斗争
绍兴三十一年（1161年）九月，金国撕毁和约，朝廷命李显忠率所部抵御金军。李显忠派遣统制官韦永寿等率二百骑兵到安丰军（今安徽寿县），大败金兵五千人。金军增兵一万余，李显忠亲自带骑兵出击，从早晨战斗到中午，愈战愈勇，敌军抵挡不住，死伤甚众。十月，為禦營先鋒都統制，屯蕪湖。
金主完颜亮率军侵犯淮西，建康府駐扎御前諸軍都統制王权奉命防御，從廬州退守和州（今安徽巢湖和县），后又弃军渡江，和州失守，完颜亮亲率军队驻兵鸡笼山。朝廷命李显忠代王权掌兵，虞允文负责交接。在显忠抵达之前，虞允文把握战机，收拢败兵，与金兵水战，杀死金兵四千余人。李显忠率精锐一万余渡江战斗，收复淮西失地，在横山涧击败金军射雕军。完颜亮渡江心切，责怪将领不尽力，为完颜元宜所杀，金军撤退。显忠此战立下大功，受赐五子金带，授淮南西路制置使、京畿路、河北西路、淮北壽、亳州招討使，擢太尉(武階，第1階，正二品)、宁国军节度使、主管侍衛親軍马軍司公事（軍職）。宋孝宗即位后，賜田百頃，兼權池州駐劄御前諸軍都統制，節制軍馬。
隆兴元年（1163年），金世宗新即位，金国形势不稳，希望与宋朝重立和约。李显忠暗中与金国将领萧琦联系，谋划率军经汴京打通关陕，收复鄜延，招揽旧部。张浚时任都督，锐意恢复，李显忠奉命出兵，行军至陡沟（今安徽省无为县陡沟镇），萧琦违背密约，派拐子马进攻，被显忠击败，显忠顺势收复灵壁。李显忠派出降兵招抚，收复虹县（约在今安徽五河县附近），但因此与负责进攻虹县的将领邵宏渊不睦。同年六月，显忠兵临宿州，消灭金兵数千人，迅速攻占宿州城，在巷战中又消灭金兵数千。显忠以功授开府仪同三司(文階，第1階，從一品)、殿前司都指挥使(軍職，從二品)、淮南京東河北招討使，妻周氏封国夫人。然而显忠没有同意邵宏渊开府库酬军的建议，只用一部分钱财奖励士兵，引发士卒不满。
金国将领孛撒率领十万兵马进攻，副使邵宏渊不愿配合李显忠，李显忠率部与金兵作战，大败敌人。邵宏渊动摇军心，使得士兵失去斗志，麾下将领又私自撤退，显忠无奈退守城中，金兵发起猛攻，战况激烈，显忠亲自上城防御，终于击退金兵，但是军械钱粮遭到很大损失，原本反攻金国的机会也失去了。戰後，显忠責授清遠軍節度副使（散官，第一階，從八品）、筠州安置，后再貶果州团练副使(散官，第四階，從八品)，潭州安置。後朝廷知其故，九月移撫州，歲余移信州。

### 晚年
乾道元年（1165年）十二月，朝廷重新起用李显忠，許任便居住，乃還會稽，有旨复正任观察使，臣僚论其「冒干货贿，不恤士卒，符离之战，军士、战马之死亡，兵器甲胄之散失，莫知其数，禠官窜责，尚为轻典，遽尔收叙，人言谓何」，複容州防禦使(階官，正任官，第四階，從五品)。未幾，孝宗遣中使劉慶祖賜白金三萬兩。四年（1168年）八月，復隨州觀察使(階官，正任官，第三階，正五品)、兩浙東路馬步軍副都總管，賜銀三萬兩，絹三萬匹，綿一萬兩。未幾，提舉台州崇道觀（祠祿官）。五年（1169年）十一月，詔除威武軍節度使(階官，從二品)、左金吾衛上將軍(環衛官，從三品)，賜第京師。上奇其狀貌魁傑，命繪像閣下賜玉束帶、白金五千兩、綵五百匹、御馬甲器械。七年（1171年）六月，複太尉。乞祠，提舉江州太平興國宮（祠祿官），紹興府居住，歲賜米二千石。九年（1173年），显忠称病辞官。淳熙四年（1177年），显忠受到孝宗召见賜銀合茶藥。五年（1178年）七月卒，赠开府仪同三司、陇西郡开国公，谥忠襄，九月，葬于绍兴府山阴承务乡秦望山。

## 家族
- 曾祖父：李德明，皇城使，赠太师、秦国公
- 曾祖母：野氏，贈楚国夫人
- 祖父：李中言，皇城使，赠太师、魏国公
- 祖母：折氏，贈韩国夫人
- 父：李永奇，同州觀察使充鄜延路馬步軍副都總管、知鄜州軍州事兼管内安撫使、贈太師、镇西军节度使，陳國公、乾道初年諡忠壯
- 母：蒙氏，贈安化郡夫人、越國夫人
- 弟：李世寿，左武大夫、沂州团练使
- 弟：李世延，武显大夫、博州刺史
- 弟：李世武，修武郎
- 妻：周氏，福国夫人
- 妻：趙氏，和政郡夫人
- 妻：王氏，信安郡夫人
- 侄：李師道，忠訓郎
- 子：李師政，武經郎
- 子：李師道，武翼郎
- 子：李師雄，武功大夫、閤門祗候
- 子：李師廉，武功大夫
- 子：李師閔，武功大夫、閤門祗候充兩浙東路兵馬都監
- 子：李師文，武功大夫、两浙东路第四将
- 子：李師顏，右武大夫、高州刺史、提舉建寧府武夷山冲佑觀、隴西縣開國子、食邑五百戶
- 子：李師孟，武功郎
- 子：李師正，武略大夫充江南東路兵馬鈐轄
- 子：李師古，武略大夫充紹興府兵馬鈐轄
- 子：李師武，忠訓郎
- 子：李師説，承信郎、監潭州南嶽廟
- 子：李師尹，承信郎、閤門看班祗候、監潭州南嶽廟
- 子：李師旦，秉義郎、監潭州南嶽廟
- 子：李師直，忠訓郎
- 子：李師禹、保義郎
- 子：李師英
- 女：李氏，适武功大夫焦显祖
- 女：李氏，适武义大夫韦世昌
- 女：李氏，适秉義郎、閤門祗候王瓚
- 女：李氏，适修武郎、新差充京畿第二将趙鼒
- 女：李氏，适承節郎孔居義
- 女：李氏，出家
- 孙：李諤，承节郎
- 孙：李讜
- 孙：李誼
- 孙：李訢
- 孙：李詢，承节郎
- 孙：李詵
- 孙：李謙
- 孙：李諫
- 孙：李議，承节郎
- 孙：李諲

## 评价
《宋史》评价李显忠说：“李显忠生而神奇，立功异域，父子破家狥国，志复中原，中罹谗构，屡遭废黜，伤哉！”对显忠不能完成恢复中原的大业表示惋惜。

## 延伸阅读
[在维基数据编辑]
 《宋史·卷367》，出自脱脱《宋史》